# Пурульєна
Пурульєна (ісп. Purullena) — муніципалітет в Іспанії, у складі автономної спільноти Андалусія, у провінції Гранада. Населення — 2262 особи (2010).
Муніципалітет розташований на відстані близько 350 км на південь від Мадрида, 39 км на північний схід від Гранади.
На території муніципалітету розташовані такі населені пункти: (дані про населення за 2010 рік)
- Ель-Бехарін: 274 особи
- Пурульєна: 1988 осіб

## Демографія
Динаміка населення (INE ):

## Галерея зображень

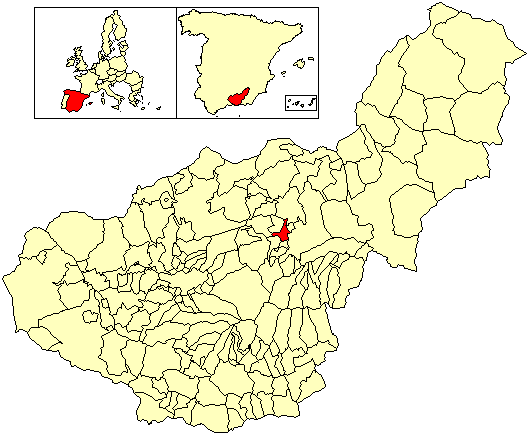
Розташування муніципалітету у провінції Гранада
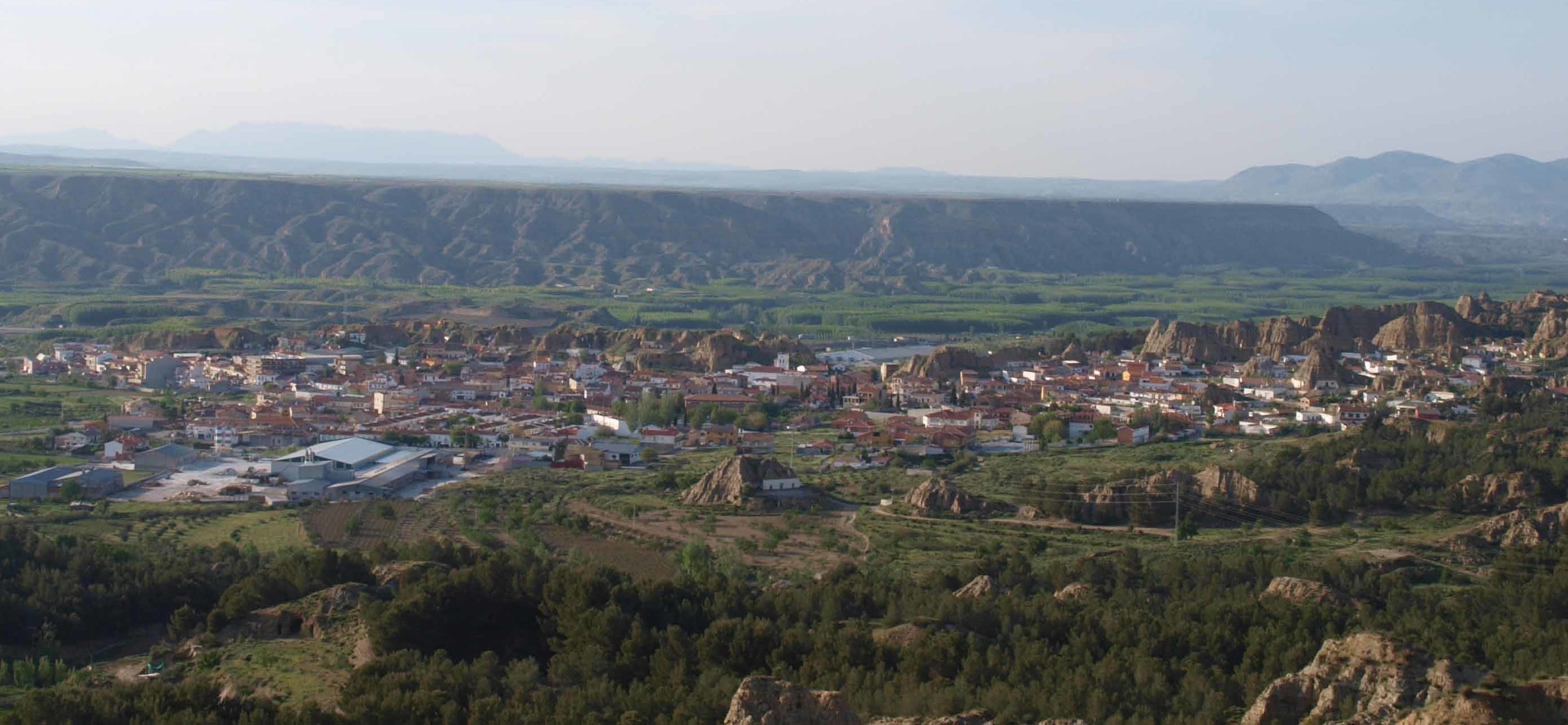
Панорама міста Пурульєна
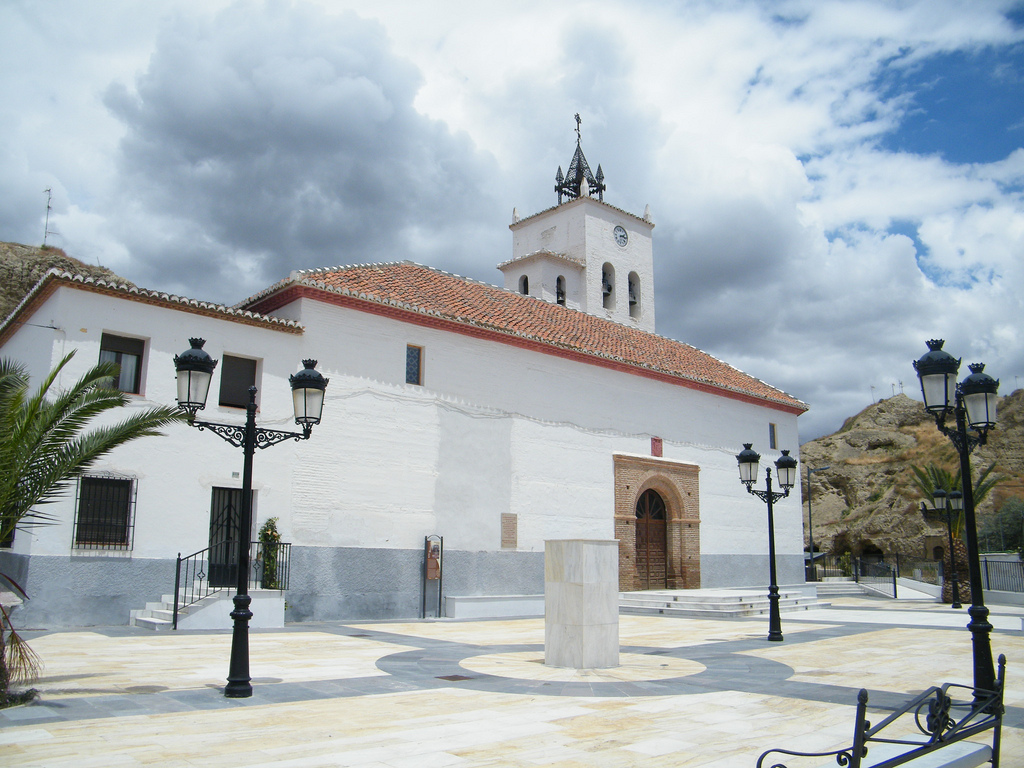
Церква Сан-Матін у Пурульєні